# Линза Пиацци-Смита
Линза Пиацци-Смита — линза, которую устанавливают непосредственно перед фокусом астрографа для спрямления его криволинейного поля. Поверхность линзы, обращённая к объективу, имеет радиус кривизны
{\displaystyle r={\frac {R{(n-1)}}{n}}},
где {\displaystyle R} — радиус кривизны поля, а {\displaystyle n} — показатель преломления стекла, из которого изготовлена линза, противоположная поверхность делается плоской. Вносимые линзой Пиацци-Смита аберрации невелики. Если второй поверхности линзы также придать кривизну, можно исправить дисторсию объектива астрографа. Линза Пиацци-Смита была изобретена английским учёным Ч. Пиацци-Смитом в 1874 году.